# Hütte (Marienheide)
Hütte ist eine Ortschaft in der Gemeinde Marienheide im Oberbergischen Kreis, Nordrhein-Westfalen, Deutschland.

## Lage und Beschreibung
Der Ort liegt an der Landstraße 97 (Verbindung zwischen Lindlar und Marienheide) etwa 4,5 km vom Hauptort entfernt im Leppetal.

## Geschichte

### Erstnennung
Um das Jahr 1535 wurde der Ort das erste Mal urkundlich erwähnt und zwar „Kerstgen und Peter op der Hütten sind in einer Steuerliste genannt“.
Die Schreibweise der Erstnennung war op der Hütten.

## Wander- und Radwege
Der Marienheider Ortswanderweg A4 (Gimborn – Grunewald – südlich Siemerkusen – Winkel – Hütte – Dürhölzen – Jedinghagen – nördlich Erlinghagen – Gimborn) mit 9,5 Kilometern Länge durchquert Hütte.

## Bus und Bahnverbindungen

### Linienbus
Haltestelle: Hütte
- 307 Richtung Frielingsdorf – Lindlar
- 307 Richtung Gummersbach Bf
- 308 Richtung Frielingsdorf – Engelskirchen
- 308 Richtung Marienheide

### Ehemalige Bahnstrecke
Der Bahnhof Hütte bzw. Hülsenbusch lag an der Leppetalbahn, welche stillgelegt ist.